# Ла-Рок-Беньяр
Ла-Рок-Бенья́р (фр. La Roque-Baignard) — коммуна во Франции, находится в регионе Нижняя Нормандия. Департамент коммуны — Кальвадос. Входит в состав кантона Камбреме. Округ коммуны — Лизьё.
Код INSEE коммуны — 14541.

## Население
Население коммуны на 2010 год составляло 117 человек.
| 1962 | 1968 | 1975 | 1982 | 1990 | 1999 | 2010 |
| ---- | ---- | ---- | ---- | ---- | ---- | ---- |
| 99   | 87   | 67   | 57   | 93   | 116  | 117  |

## Экономика
В 2010 году среди 86 человек трудоспособного возраста (15—64 лет) 68 были экономически активными, 18 — неактивными (показатель активности — 79,1 %, в 1999 году было 82,4 %). Из 68 активных жителей работали 62 человека (26 мужчин и 36 женщин), безработных было 6 (2 мужчин и 4 женщины). Среди 18 неактивных 6 человек были учениками или студентами, 11 — пенсионерами, 1 был неактивным по другим причинам.